# Pulau Lankayan
Pulau Lankayan ist eine zu Malaysia gehörende Insel in der Sulusee und liegt etwa 80 Kilometer vor der Nordostküste von Borneo. Die Insel ist seit dem Jahr 2001 Teil des Meeresschutzgebietes Sugud Islands Marine Conservation Area (SIMCA). Lankayan und die ebenfalls in diesem Gebiet liegenden Inseln Pulau Tegaipil und Pulau Billean sind als Tauchgebiete und wichtige Brutplätze für die besonders gefährdeten Karettschildkröten (Eretmochelys imbricata) und Grünen Meeresschildkröten (Chelonia mydas) bekannt.
Pulau Lankayan ist eine ovale, bewaldete Insel, deren Baumwipfel sich bis zu 34 m über den Meeresspiegel erheben. Die einzige Bebauung auf der Insel ist ein Tauchresort. Die Anzahl der Touristen auf Lankayan ist staatlich reglementiert; es dürfen maximal 60 Gäste gleichzeitig im Resort aufgenommen werden.
Zum Schutz der Insel und der Touristen – Pulau Langkayan liegt in der durch Piraten gefährdeten Sulusee – sind auf dem Atoll eine ständig besetzte Station der Marine und eine Radarstation untergebracht.